# Phteah Rung
Phteah Rung es una comuna (khum) del distrito de Phnum Kravanh, en la provincia de Pursat, Camboya. En marzo de 2008 tenía una población estimada de 15 525 habitantes.
Se encuentra ubicada al oeste del país, a escasa distancia del río Stung Pursat —tributario del lago Sap (Tonlé Sap)— y de la frontera con Tailandia.